# Дифференциальный криптоанализ
Дифференциальный криптоанализ — метод криптоанализа симметричных блочных шифров (и других криптографических примитивов, в частности, хеш-функций и поточных шифров).
Дифференциальный криптоанализ основан на изучении преобразования разностей между шифруемыми значениями на различных раундах шифрования. В качестве разности, как правило, применяется операция побитового суммирования по модулю 2, хотя существуют атаки и с вычислением разности по модулю {\displaystyle 2^{32}}. Является статистической атакой. Применим для взлома DES, FEAL и некоторых других шифров, как правило, разработанных ранее начала 90-х. Количество раундов современных шифров (AES, Camellia и др.) рассчитывалось с учётом обеспечения стойкости, в том числе и к дифференциальному криптоанализу.

## История
Дифференциальный криптоанализ предложен в 1990 году израильскими специалистами Эли Бихамом и Ади Шамиром для взлома криптосистем, подобных DES. В своей работе они показали, что алгоритм DES оказался довольно устойчивым к данному методу криптоанализа, и любое малейшее изменение структуры алгоритма делает его более уязвимым.
В 1994 году Дон Копперсмит из IBM опубликовал статью, в которой заявил, что метод дифференциального криптоанализа был известен IBM уже в 1974 году, и одной из поставленных целей при разработке DES была защита от этого метода. У IBM были свои секреты. Копперсмит объяснял:
При проектировании использовались преимущества определенных криптоаналитических методов, особенно метода «дифференциального криптоанализа», который не был опубликован в открытой литературе. После дискуссий с АНБ было решено, что раскрытие процесса проектирования раскроет и метод дифференциального криптоанализа, мощь которого может быть использована против многих шифров. Это, в свою очередь, сократило бы преимущество США перед другими странами в области криптографии.
DES оказался криптостойким к дифференциальному криптоанализу, в отличие от некоторых других шифров. Так, например, уязвимым оказался шифр FEAL. Состоящий из 4 раундов FEAL-4 может быть взломан при использовании всего лишь 8 подобранных открытых текстов, и даже 31-раундовый FEAL уязвим для атаки.

## Схема взлома DES

Функция Фейстеля

В 1990 году Эли Бихам и Ади Шамир, используя метод дифференциального криптоанализа, нашли способ вскрытия DES, более эффективный, чем вскрытие методом грубой силы. Работая с парами шифртекстов, открытые тексты которых имеют определенные отличия, ученые анализировали эволюцию этих отличий при прохождении открытых текстов через этапы DES.

### Анализ одного раунда
Базовый метод дифференциального криптоанализа — это атака на основе адаптивно подобранных открытых текстов, хотя у него есть расширение для атаки на основе открытых текстов. Для проведения атаки используются пары открытых текстов, связанных определенной разницей. Для DES и DES-подобных систем она определяется как исключающее ИЛИ (XOR). При расшифровке необходимо только значение соответствующих пар шифртекстов.
На схеме изображена функция Фейстеля . Пусть {\displaystyle X} и  {\displaystyle X'} - пара входов, различающихся на {\displaystyle \Delta X}. Соответствующие им выходы известны и равны  {\displaystyle Y} и {\displaystyle Y'}, разница между ними - {\displaystyle \Delta Y}. Также известны перестановка с расширением и {\displaystyle P}-блок, поэтому известны {\displaystyle \Delta A} и {\displaystyle \Delta C}. {\displaystyle B} и {\displaystyle B'} неизвестны, но мы знаем, что их разность равна {\displaystyle \Delta A}, т.к. различия {\displaystyle XOR\ K_{i}} c {\displaystyle A} и {\displaystyle A'} нейтрализуются. Единственные нелинейные элементы в схеме — это {\displaystyle S}-блоки. Для каждого {\displaystyle S}-блока можно хранить таблицу, строки которой — разности на входе {\displaystyle S}-блока, столбцы — разности на выходе, а на пересечении — число пар, имеющих данные входную и выходную разности, и где-то хранить сами эти пары.
Вскрытие раундового ключа основано на том факте, что для заданного {\displaystyle \Delta A} не все значения {\displaystyle \Delta C} равновероятны, а комбинация {\displaystyle \Delta A} и {\displaystyle \Delta C} позволяет предположить значения {\displaystyle A\ XOR\ K_{i}} и {\displaystyle A'\ XOR\ K_{i}}. При известных {\displaystyle A} и {\displaystyle A'} это позволяет определить {\displaystyle K_{i}}. За исключением {\displaystyle \Delta C} вся необходимая информация для последнего раунда содержится в итоговой паре шифртекстов.
После определения раундового ключа для последнего цикла становится возможной частичное дешифрование шифртекстов с последующим использованием вышеописанного метода для нахождения всех раундовых ключей.

### Характеристики
Для определения возможных отличий полученных на i-м раунде шифртекстов используются раундовые характеристики.
N-раундовая характеристика представляет собой кортеж {\displaystyle \Omega \ =\ (\Omega _{P},\Omega _{\Lambda },\Omega _{T})}, составляется из различий открытого текста {\displaystyle \Omega _{P}}, различий шифртекста {\displaystyle \Omega _{T}} и набора {\displaystyle \Omega _{\Lambda }\ =\ (\Lambda _{1},\Lambda _{2},\ ...\ ,\Lambda _{n})} различий промежуточных результатов шифрования для каждого прошедшего раунда.
Характеристике присваивается вероятность, равная вероятности что случайная пара открытых текстов с различием {\displaystyle \Omega _{P}} в результате шифрования со случайными ключами имеет раундовые различия и различия шифртекстов, совпадающие с указанными в характеристике. Соответствующая характеристике пара открытых текстов называется «правильной». Не соответствующие характеристике пары открытых текстов зовутся «неправильными».

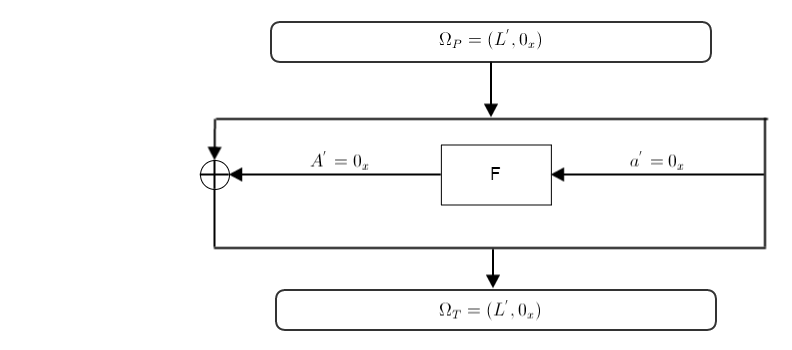
Простейшая однораундовая характеристика с вероятностью 1

Примем значение разницы текстов на выходе предпоследнего цикла, используемое при определении возможного подключа последнего раунда, {\displaystyle \Delta A=\Omega _{T}}. В таком случая «правильная» пара текстов позволяет определить правильный ключ, в то время как «неправильная» пара определяет случайный ключ.
В атаке обычно одновременно используются несколько характеристик. Для экономии памяти обычно используются структуры.
- Квартет — структура из четырёх текстов, которая одновременно содержит в себе по две пары текстов для двух разных характеристик. Позволяет сэкономить 1/2 памяти для открытых текстов.
- Октет — структура из 16 текстов, содержащая 8 пар, по 4 на каждую характеристику. Позволяет сэкономить 2/3 памяти для открытых текстов.

#### Отношение сигнал/шум
Для всех вариантов ключа можно завести счётчики, и если какая-либо пара предлагает данный вариант в качестве верного ключа, будем увеличивать соответствующий счётчик. Ключ, которому соответствует самый большой счётчик, с высокой вероятностью является верным.
Для нашей расчётной схемы отношение числа правильных пар S к среднему значению счётчика N будем называть отношением сигнал/шум и будем обозначать {\displaystyle S/N}.
Чтобы найти правильный ключ и гарантировать наличие правильных пар, необходимы:
- характеристика, обладающая достаточной вероятностью;
- достаточное количество пар.

Число необходимых пар определяется:
- вероятностью характеристики;
- числом бит ключа (бит, которые мы хотим определить);
- уровнем идентификации ошибочных пар (пары не вносят вклада в счётчики, так как отбрасываются раньше).

Пусть размер ключа равен k бит, тогда нам понадобится {\displaystyle 2^{k}} счётчиков. Если:
- m — число используемых пар;
- {\displaystyle \alpha } — средняя добавка к счётчикам для одной пары;
- {\displaystyle \beta } — отношение пар, которые вносят вклад в счётчики ко всем парам (в том числе отброшенным),

то среднее значение счётчика N равно:
{\displaystyle N={\frac {m\cdot \alpha \cdot \beta }{2^{k}}}.}
Если {\displaystyle p} — вероятность характеристики, то число правильных пар S равно:
{\displaystyle S=m\cdot p.}
Тогда отношение сигнал/шум равно:
{\displaystyle S/N={\frac {m\cdot p}{m\cdot \alpha \cdot \beta /2^{k}}}={\frac {2^{k}\cdot p}{\alpha \cdot \beta }}.}
Заметим, что для нашей расчётной схемы отношение сигнал/шум не зависит от общего числа пар. Число необходимых правильных пар — в общем, функция отношения сигнал/шум. Экспериментально было установлено, что если S/N=1—2, необходимо 20—40 вхождений правильных пар. Если же отношение намного выше, то даже 3—4 правильных пар может быть достаточно. Наконец, когда оно сильно ниже, число необходимых пар огромно.
| S/N      | Число необходимых пар |
| -------- | --------------------- |
| меньше 1 | Велико                |
| 1—2      | 20—40                 |
| больше 2 | 3—4                   |

### Эффективность взлома
С увеличением числа раундов сложность криптоанализа увеличивается, однако остаётся меньше сложности полного перебора при количестве циклов меньше 16.
| Зависимость от количества раундов | Зависимость от количества раундов |
| --------------------------------- | --------------------------------- |
| Число раундов                     | Трудоёмкость атаки                |
| {\displaystyle 4}                 | {\displaystyle 2^{4}}             |
| {\displaystyle 6}                 | {\displaystyle 2^{8}}             |
| {\displaystyle 8}                 | {\displaystyle 2^{16}}            |
| {\displaystyle 9}                 | {\displaystyle 2^{26}}            |
| {\displaystyle 10}                | {\displaystyle 2^{35}}            |
| {\displaystyle 11}                | {\displaystyle 2^{36}}            |
| {\displaystyle 12}                | {\displaystyle 2^{43}}            |
| {\displaystyle 13}                | {\displaystyle 2^{44}}            |
| {\displaystyle 14}                | {\displaystyle 2^{51}}            |
| {\displaystyle 15}                | {\displaystyle 2^{52}}            |
| {\displaystyle 16}                | {\displaystyle 2^{58}}            |

Устройство S-блоков также значительно влияет на эффективность дифференциального криптоанализа. S-блоки DES, в частности, оптимизированы для устойчивости к атаке.

### Сравнение с другими методами
См. Известные атаки на DES

## Дифференциальный криптоанализ и DES-подобные системы
В то время как полный 16-и раундовый DES оказался изначально спроектированным устойчивым к дифференциальному криптоанализу, атака показала себя успешной против широкой группы DES-подобных шифров.
- Lucifer, укороченный до восьми раундов, взламывается с использованием менее 60 шифртекстов.
- FEAL-8 взламывается с использованием менее 2000 шифртекстов.
- FEAL-4 взламывается с использованием 8-и шифртекстов и одного открытого текста.
- FEAL-N и FEAL-NX могут быть взломаны при количестве раундов {\displaystyle N\leq 31}.

Дифференциальный криптоанализ также применим против хеш-функций.
После публикации работ по дифференциальному криптоанализу в начале 1990-х годов последующие шифры проектировались устойчивыми к этой атаке.

## Недостатки метода
Метод дифференциального криптоанализа в большей степени является теоретическим достижением. Его применение на практике ограничено высокими требованиями к времени и объёму данных.
Являясь, в первую очередь, методом для вскрытия с выбранным открытым текстом, дифференциальный криптоанализ трудно реализуем на практике. Он может быть использован для вскрытия с известным открытым текстом, но в случае полного 16-этапного DES это делает его даже менее эффективным, чем вскрытие грубой силой.
Метод требует большого объема памяти для хранения возможных ключей. Эффективность метода также сильно зависит от структуры S-блоков взламываемого алгоритма.